# Stare Bielice (Biesiekierz)
Stare Bielice (deutsch Alt Belz) ist ein Dorf in der Woiwodschaft Westpommern in Polen. Es gehört zur Gmina Biesiekierz (Gemeinde Biziker) im Powiat Koszaliński (Kösliner Kreis).

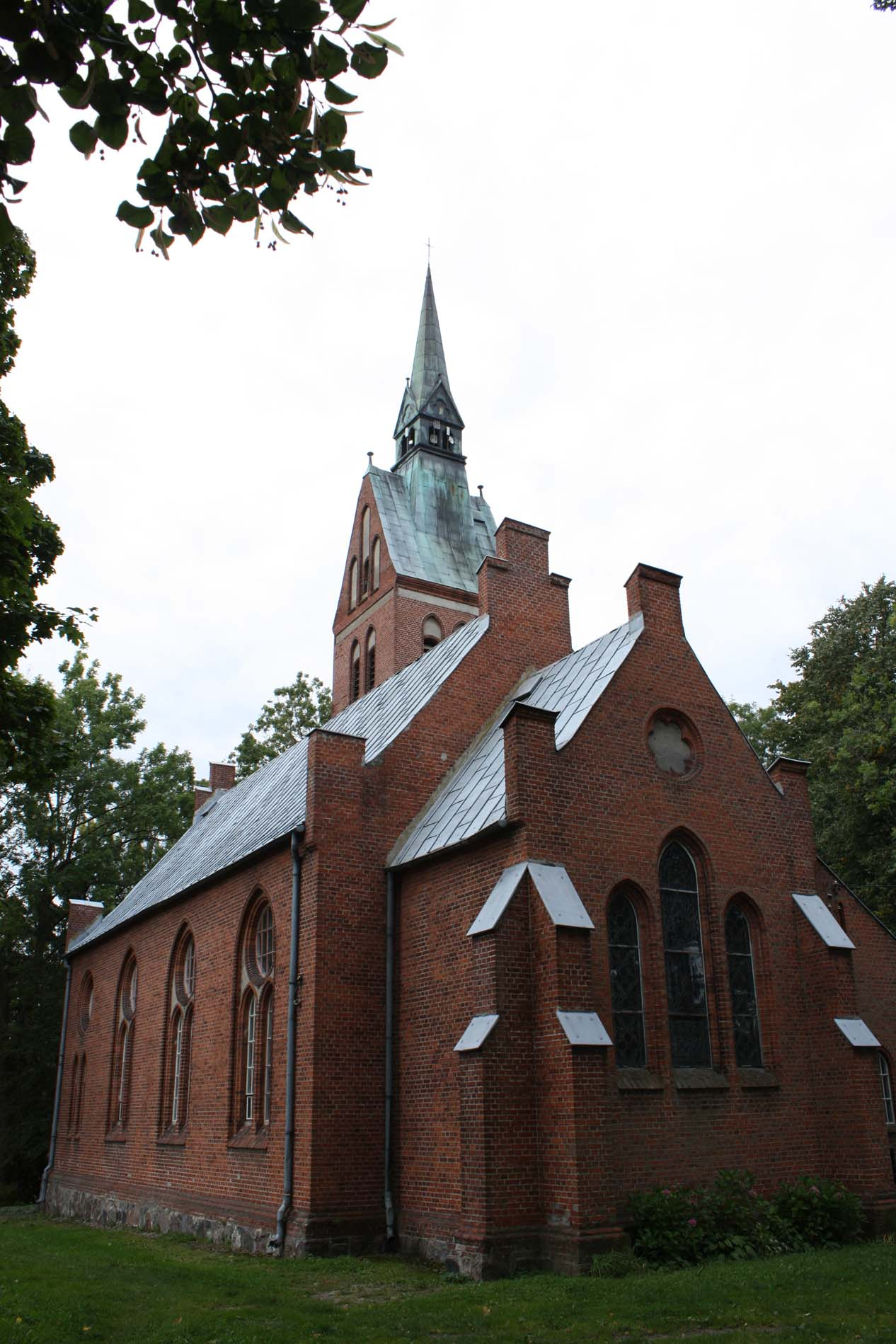
Dorfkirche (Aufnahme von 2012)

## Geographische Lage
Das Dorf liegt in Hinterpommern, etwa fünf Kilometer südwestlich des Stadtzentrums von  Koszalin (Köslin) und sieben Kilometer nordöstlich des Dorfs Biesiekierz (Biziker).

## Geschichte
In einer Urkunde von 1300 wurde das Dorf Alten-Belitz genannt. Das Kirchdorf gehörte zum Domänenamt Köslin. Einen Teil des Dorfs hatte zuvor die Familie Schmeling besessen, der es das Amt abgekauft hatte. Bevor 1771 ein Vorwerk abgebaut und das zugehörige Land an die Bauernschaft und an Neusiedler verteilt wurde, hatte das Dorf 17 Vollbauern, einen Halbbauern, vier Kossäten und einen Büdner gehabt; um 1784 hatte die Landgemeinde einen Prediger, einen Küster, 22 Vollbauern einschließlich des Schulzen, der einen Erbhof besaß, zwei Halbbauern, einen Büdner, einen Holzwärter, 31 Feuerstellen (Haushaltungen) und eine der Kösliner Synode zugeordnete Mutterkirche, deren Filiale das Nachbardorf Neu Belz war. Um 1861 gab es in dem Dorf einen Prediger, ein Küster- und Schulhaus, zwei Gebäude für die Gemeindeverwaltung, 75 Wohnhäuser, 109 Wirtschaftsgebäude sowie fünf Mühlen und andere Produktionsstätten. Auf der Gemarkung des Dorfs befand sich außerdem der landwirtschaftliche Betrieb Louisenhof, nebst Ziegelei mit zwei Ziegelöfen, vier Wirtschaftsgebäuden und zwei Wohnhäusern.
Im Jahr 1945 gehörte  Alt Belz zum Landkreis Köslin im Regierungsbezirk Köslin der preußischen Provinz Pommern des Deutschen Reichs.
Gegen Ende des Zweiten Weltkriegs wurde die Region im Frühjahr 1945 von der Roten Armee besetzt. Mit dem Kriegsende wurde das Dorf, wie ganz Hinterpommern, durch das Potsdamer Abkommen verwaltungstechnisch der Volksrepublik Polen unterstellt. Für Alt Belz  wurde die polnische Ortsbezeichnung Stare Bielice eingeführt. Die Dorfbevölkerung wurde vertrieben.

## Bevölkerungsentwicklung
| Jahr | Einwohner | Anmerkungen                                                   |
| ---- | --------- | ------------------------------------------------------------- |
| 1818 | 256       | Kirchdorf und Windmühle, in königlichem Besitz                |
| 1822 | 256       | Dorf mit Mutterkirche                                         |
| 1852 | 610       | [ 5 ]                                                         |
| 1861 | 601       | in 113 Familien                                               |
| 1864 | 646       | am 3. Dezember, auf einer Fläche von 3938 Morgen              |
| 1867 | 667       | am 3. Dezember, Domänen-Amtsdorf                              |
| 1871 | 636       | am 1. Dezember, bis auf zwei Katholiken sämtlich Evangelische |
| 1910 | 600       | am 1. Dezember                                                |
| 1925 | 656       | darunter 174 Evangelische und ein Katholik                    |
| 1933 | 629       | [ 11 ]                                                        |
| 1939 | 640       | [ 11 ]                                                        |

| Jahr | Einwohner | Anmerkungen |
| ---- | --------- | ----------- |
| 2008 | 1344      |             |

## Kirche
Am Anfang des 19. Jahrhunderts wurde in Alt Belz für die evangelische Kirchengemeinde ein schlichtes neues Kirchengebäude errichtet. Von den im 19. Jahrhundert vorhandenen Glocken war die größere 1737 in Kolberg gegossen worden; die kleinere soll 1611 gegossen worden sein.